# Coleoxestia lissonota
Coleoxestia lissonota es una especie de escarabajo longicornio del género Coleoxestia, tribu Cerambycini, subfamilia Cerambycinae. Fue descrita científicamente por Fragoso en 1993.

## Descripción
Mide 26-30 milímetros de longitud.

## Distribución
Se distribuye por Colombia, Costa Rica, Guatemala, Honduras, México y Nicaragua.